# داویت ترتریان
داویت ترتریان (ارمنی: Դավիթ Տերտերյան؛ زاده ۱۷ دسامبر ۱۹۹۷) یک بازیکن فوتبال در پست مدافع اهل ارمنستان است که برای باشگاه فوتبال آرارات ارمنستان و تیم ملی فوتبال ارمنستان بازی می‌کند.

## باشگاهی
تا تاریخ match played 2۸ مه ۲۰۲۲
| باشگاه                        | فصل                              | لیگ                      | لیگ    | لیگ  | جام حذفی | جام حذفی | قاره‌ای | قاره‌ای | دیگر   | دیگر | مجموع  | مجموع |
| باشگاه                        | فصل                              | دسته                     | بازی‌ها | گل‌ها | بازی‌ها   | گل‌ها     | بازی‌ها | گل‌ها   | بازی‌ها | گل‌ها | بازی‌ها | گل‌ها  |
| ----------------------------- | -------------------------------- | ------------------------ | ------ | ---- | -------- | -------- | ------ | ------ | ------ | ---- | ------ | ----- |
| باشگاه فوتبال پیونیک          | ۲۰۱۷–۱۸                          | لیگ برتر فوتبال ارمنستان | 9      | 0    | 1        | 0        | —      | —      | —      | —    | ۱۰     | ۰     |
| باشگاه فوتبال گاندزاسار کاپان | لیگ برتر فوتبال ارمنستان ۱۸–۲۰۱۷ | لیگ برتر ارمنستان        | 12     | 0    | 1        | 0        | —      | —      | —      | —    | ۱۰     | ۰     |
| باشگاه فوتبال گاندزاسار کاپان | لیگ برتر فوتبال ارمنستان ۱۹–۲۰۱۸ | لیگ برتر ارمنستان        | 16     | 0    | 1        | 0        | —      | —      | —      | —    | ۱۰     | ۰     |
| باشگاه فوتبال گاندزاسار کاپان | لیگ برتر فوتبال ارمنستان ۲۰–۲۰۱۹ | لیگ برتر ارمنستان        | 12     | 0    | 4        | 0        | —      | —      | —      | —    | ۱۰     | ۰     |
| باشگاه فوتبال گاندزاسار کاپان | ۲۰۲۰–۲۱                          | لیگ برتر ارمنستان        | 7      | 0    | 1        | 0        | —      | —      | —      | —    | ۱۰     | ۰     |
| باشگاه فوتبال گاندزاسار کاپان | Total                            | Total                    | ۴۷     | ۰    | ۷        | ۰        | -      | -      | -      | -    | ۵۴     | ۰     |
| آرارات-ارمنستان               | ۲۰۲۰–۲۱                          | لیگ برتر ارمنستان        | 13     | 0    | 3        | 1        | 0      | 0      | 0      | ۰    | ۱۶     | ۱     |
| آرارات-ارمنستان               | ۲۰۲۰–۲۱                          | لیگ برتر ارمنستان        | 27     | 0    | 1        | 0        | —      | —      | —      | —    | ۲۸     | ۰     |
| آرارات-ارمنستان               | Total                            | Total                    | ۴۰     | ۰    | ۴        | ۱        | ۰      | ۰      | ۰      | ۰    | ۴۴     | ۱     |
| Career total                  | Career total                     | Career total             | ۹۶     | ۰    | ۱۲       | ۱        | ۰      | ۰      | ۰      | ۰    | ۱۰۸    | ۱     |

1. ↑  Zero appearances in the لیگ قهرمانان اروپا، zero appearances in the لیگ اروپا
2. ↑  Appearances in the سوپر جام فوتبال ارمنستان

## ملی
وی همچنین در تیم ملی فوتبال ارمنستان بازی کرده‌است. ترتریان نخستین بازی ملی خود را در چهارچوب در تاریخ ۱ ژوئن ۲۰۲۱ در [[]] در مقابل کرواسی انجام داده‌است
تا تاریخ 1 June 2021
| تیم ملی فوتبال ارمنستان | تیم ملی فوتبال ارمنستان | تیم ملی فوتبال ارمنستان |
| سال                     | بازی‌ها                  | گل‌ها                    |
| ----------------------- | ----------------------- | ----------------------- |
| ۲۰۲۱                    | ۱                       | ۰                       |
| مجموع                   | ۱                       | ۰                       |